# Pioneer 10
Pioneer 10 es una sonda espacial estadounidense lanzada el 2 de marzo de 1972 siendo la primera sonda espacial en explorar el sistema solar exterior y la heliosfera. Además fue la primera sonda que atravesó con éxito el cinturón de asteroides y que llegó hasta el planeta Júpiter, el objetivo principal de su misión. En junio del año 1983 se convirtió en el primer objeto fabricado por el ser humano que atravesó la órbita de Neptuno, en aquel momento el planeta más distante del Sol dada la excentricidad de la órbita de Plutón, que en 2006, en medio de controversias, fue dejado de considerarse como un planeta. 

El paso por Júpiter el 3 de diciembre de 1973 proporcionó las mejores imágenes hasta la fecha de la atmósfera del planeta, permitiendo obtener información de la temperatura de la atmósfera y de la altura en la que se encuentran las nubes superiores de Júpiter. También estudió los cinturones de radiación del planeta y su fuerte campo magnético, de intensidad muy superior a la que se esperaba.

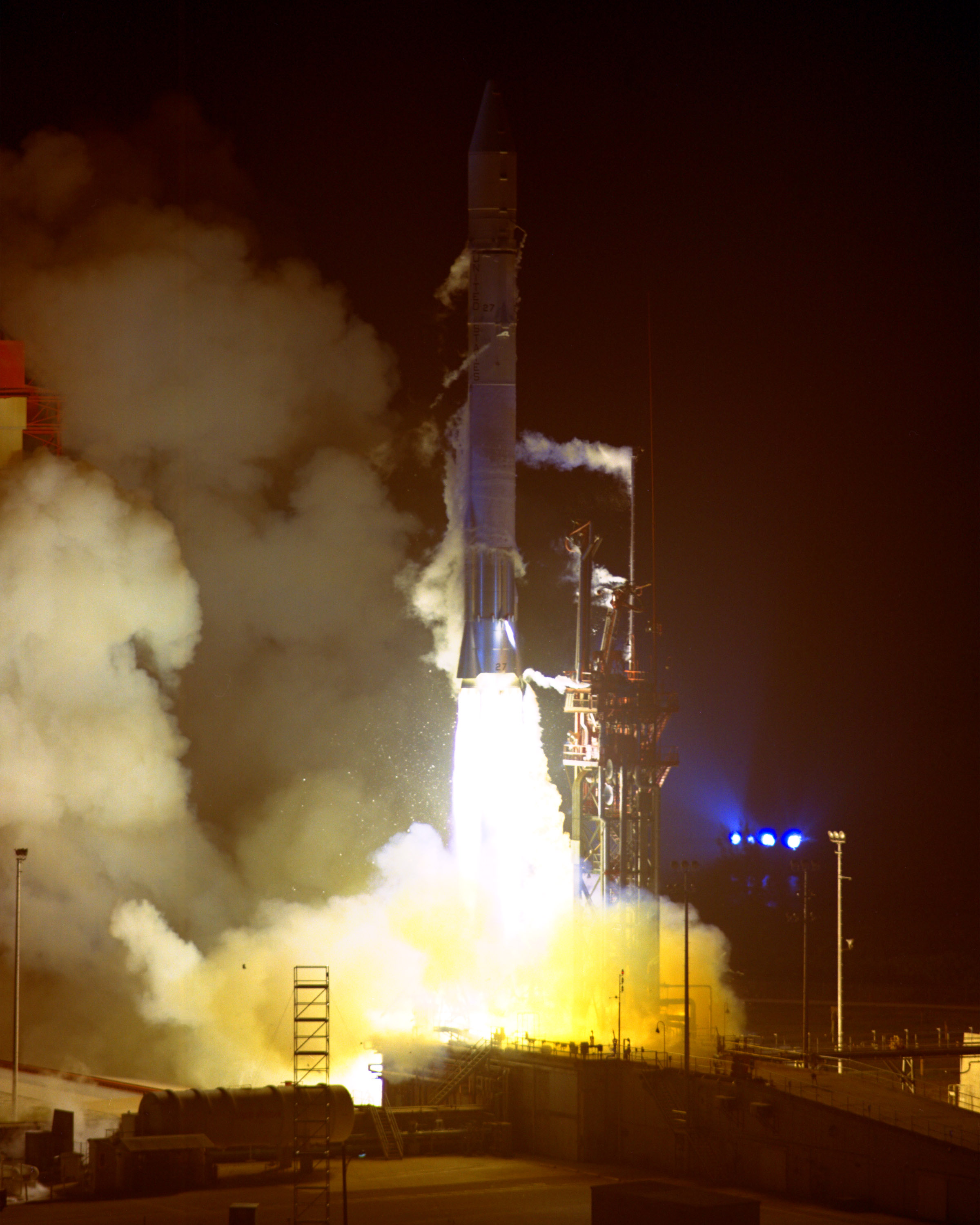
Lanzamiento del Pioneer 10.

El 21 de diciembre de 2020 la sonda se encontraba a 125.94 au (18 840 350 543 km) y sigue alejándose en dirección a Aldebarán, donde si nada la detiene podría llegar en unos 1.69 millones de años.

## La placa Pioneer

Placa a bordo del Pioneer 10.

La nave Pioneer 10 es también famosa por el hecho de que contiene una placa inscrita con un mensaje simbólico que le informa a la civilización extraterrestre que pudiese interceptar la sonda acerca del ser humano y su lugar de procedencia, la Tierra, una especie de «mensaje en una botella» interestelar. Esta placa fue fabricada en aluminio anodizado en oro, debido a que este elemento tiene ciertas propiedades que hacen que se degrade mínimamente.
En la placa aparece:
- A la derecha, la imagen de la sonda con el único fin de dar proporción a las dos figuras humanas dibujadas delante, una femenina y otra masculina.
- A la izquierda, un haz de líneas que parten radialmente de un mismo punto; ese punto es el planeta Tierra; las líneas indican la dirección de los púlsares más significativos cercanos a nuestro sistema solar y en cada uno, en sistema de numeración binario, la secuencia de pulsos de cada uno; este apartado constituye nuestro «domicilio» en el universo; una civilización técnicamente avanzada, con conocimiento de los púlsares, podría interpretar la placa;
- En la parte inferior, se representa un esquema del sistema solar, con los planetas ordenados según su distancia respecto al Sol y con una indicación de la ruta inicial de la Pioneer 10;
- Arriba del conjunto, a la izquierda, se muestra, también con indicaciones en sistema binario, el spin de una molécula de hidrógeno, el elemento más común en el universo.

La placa fue diseñada y popularizada por el astrónomo y divulgador científico estadounidense Carl Sagan y por el también astrónomo estadounidense Frank Drake. Fueron dibujadas por Linda Salzman Sagan.

## La nave
La sonda fue construida de aluminio y pesaba 258 kg en el despegue, con 28 kg de propelente. La parte central era un anillo hexagonal de 71 cm de ancho y 25.5 cm de altura que albergaba el sistema de radio, la computadora, baterías, la grabadora, los cables y otros elementos. Pioneer 10 lleva una antena parabólica de 2.74 m para las comunicaciones con la Tierra, además de unas antenas de media y baja ganancia. La principal transmitía a 2 kbps, con una ganancia de 38 dB. La energía era suministrada por cuatro generadores termoeléctricos de radioisótopos (abreviadamente, RTG) de 15 kg de masa cada uno y 58.36 cm, y utilizaba dióxido de plutonio como fuente de energía. La Pioneer 10 requería 106 vatios de potencia y 26 vatios para los experimentos. El sistema de propulsión era alimentado por un tanque de hidracina de 26 kg, y constaba de 12 propulsores para correcciones y actitud. La orientación se realizaba mediante 3 sensores solares y un sensor estelar apuntando a Canopus. El control de la sonda lo realizaba una computadora central, constando de un procesador de comandos y memoria. La información era almacenada en una grabadora de datos con 49 kb de memoria, 50 kb para los experimentos y 222 comandos.
Entre los experimentos que la Pioneer 10 llevaba a bordo se encontraban detectores de meteoritos, una cámara, un radiómetro, un fotómetro, un detector de rayos cósmicos, un analizador de plasma y un magnetómetro.

## Fin de la misión

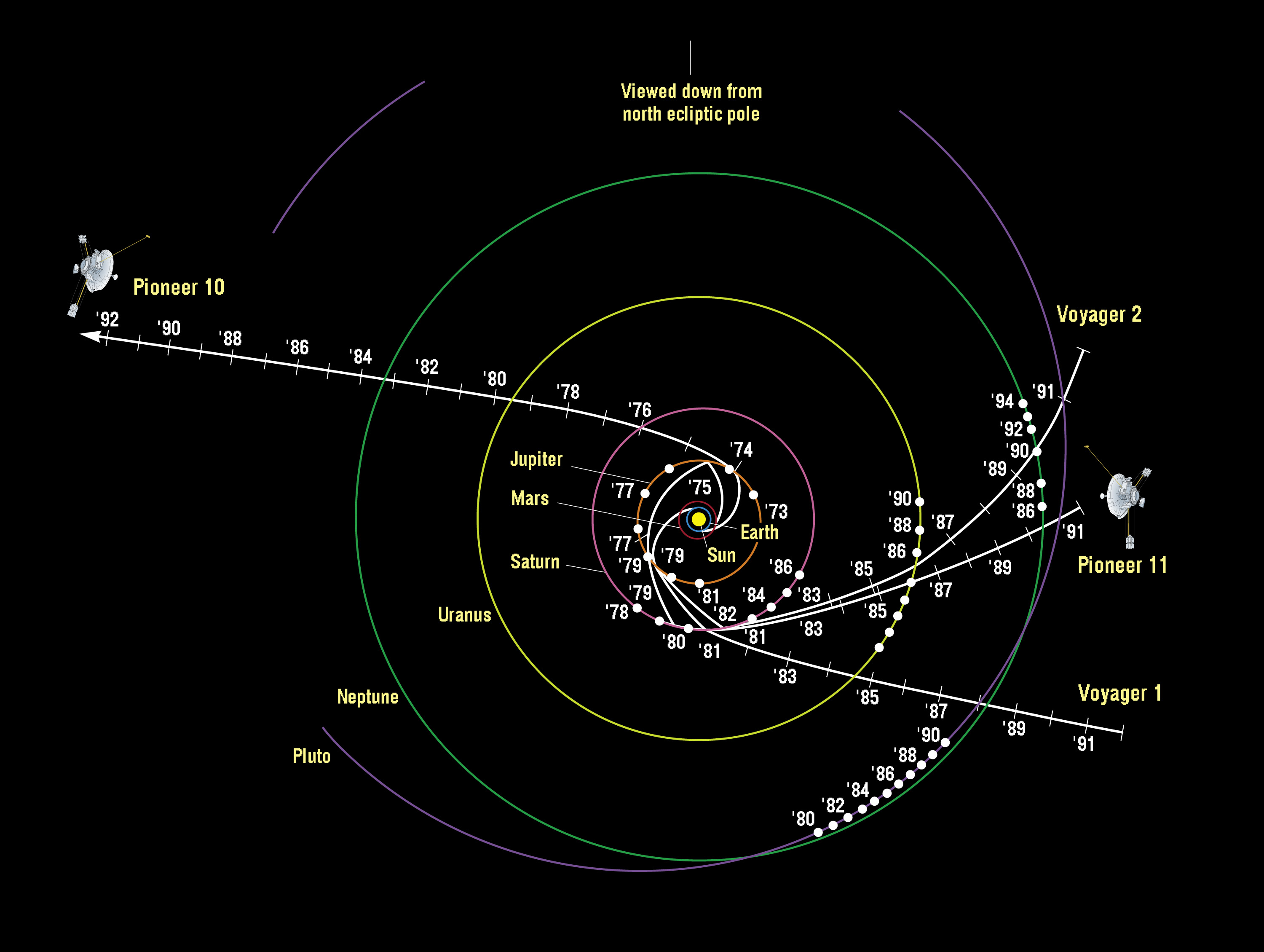
Un mapa de la ruta de la pioneer 10, junto a la ruta de la pioneer 11, voyager 1 y 2 (13-05-2005)

Después de 1997, la débil señal de la Pioneer 10 continuó siendo rastreada por la Red del Espacio Profundo, como parte de un nuevo concepto en el estudio de la tecnología de comunicaciones basado en extraer mensajes coherentes usando la teoría del caos de una señal saturada de ruido. La sonda fue usada en el entrenamiento de controladores de vuelo en cómo adquirir señales de radio del espacio.
La última recepción exitosa de telemetría fue el 27 de abril de 2002. Las señales subsecuentes apenas fueron detectables. La pérdida de contacto fue probablemente debido a la combinación del incremento de la distancia y a un lento debilitamiento de la fuente de energía de la sonda.
La última débil señal del Pioneer 10 fue recibida el 23 de enero de 2003, cuando estaba a doce mil millones de kilómetros de la Tierra. El intento por contactarla el 7 de febrero de 2003 no tuvo éxito. Un último intento fue realizado la mañana del 4 de marzo de 2006, la última vez que la antena estaría correctamente alineada con la Tierra, sin embargo, no se recibió respuesta alguna del Pioneer 10. En la actualidad la nave se dirige hacia la estrella Aldebarán, en la constelación de Tauro, a donde llegará dentro de 1 690 000 años.

## Pioneer 10en la cultura popular
En la película Star Trek V: la última frontera, una nave Klingon destruye la Pioneer 10 como diana de tiro al blanco.